# Książ Wielkopolski
Książ Wielkopolski (prononciation : [ˈkɕɔ̃ʂ vʲɛlkɔˈpɔlskʲi], en allemand : Xions) est une ville de la Voïvodie de Grande-Pologne et du powiat de Śrem.
Elle est située à environ 15 kilomètres à l'est de Śrem, siège du powiat, et à 43 kilomètres au sud-est de Poznań, capitale de la voïvodie de Grande-Pologne.
Elle est le siège administratif de la gmina de Książ Wielkopolski.
Elle s'étend sur 1,96 km2.

## Géographie

Plan de la ville.

La ville de Książ Wielkopolski est située au centre de la voïvodie de Grande-Pologne, en plein cœur d'une région agricole. La Warta (affluent de l'Oder), passe à quelques kilomètres au nord de la ville.

## Histoire
Książ Wielkopolski a été fondée en 1193 et a obtenu ses droits de ville en 1407.

De 1815 à 1919, Xions fait partie de l'arrondissement de Schrimm dans le district de Posen au sein de la province de Posnanie.
De 1975 à 1998, la ville faisait partie du territoire de la voïvodie de Poznań. Depuis 1999, la ville fait partie du territoire de la voïvodie de Grande-Pologne.

## Monuments
- l'église paroissiale de style baroque, construite en 1755 ;
- l'église saint Antoine de Padoue, construite en 1914.

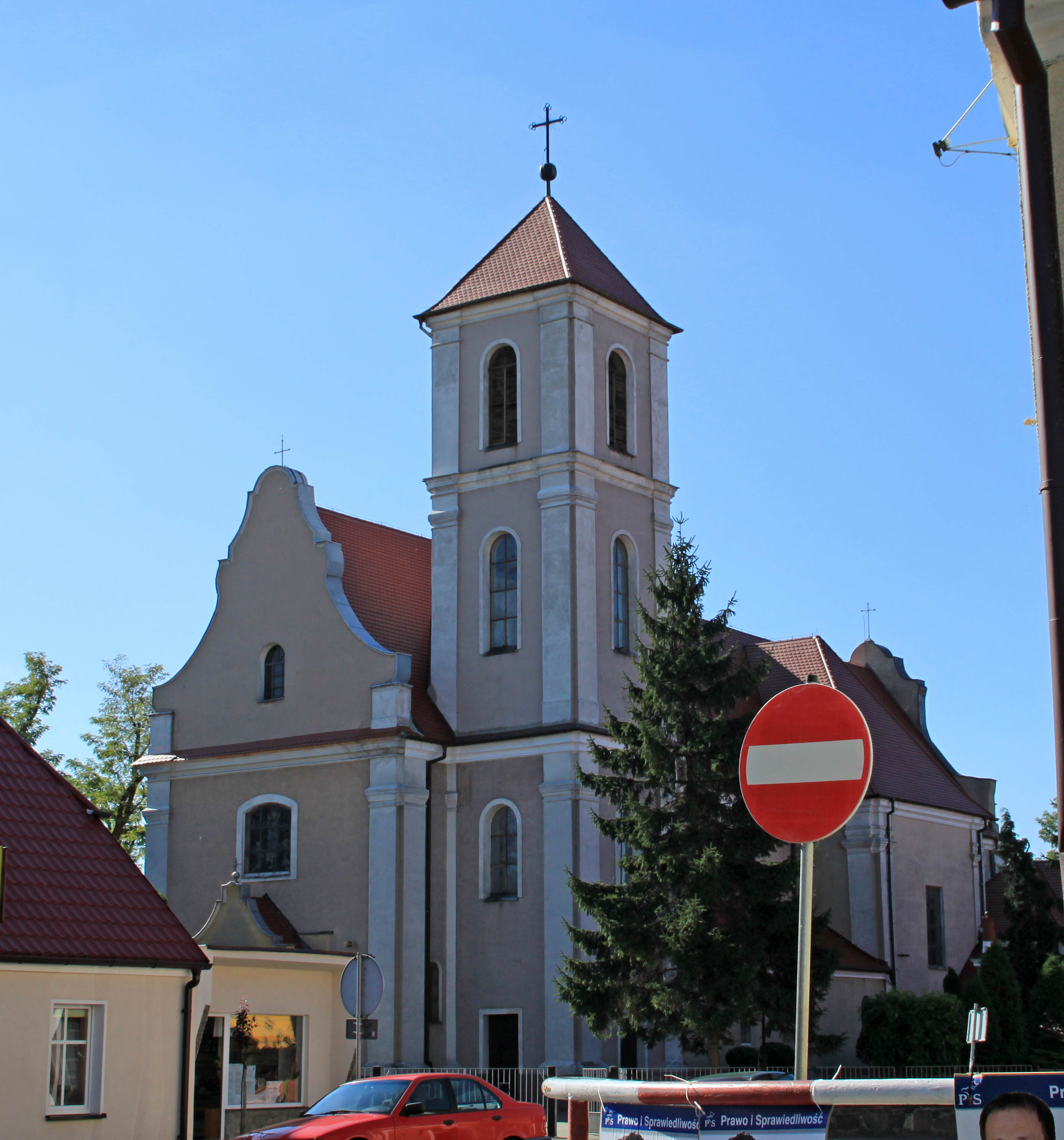
L'église paroissiale.
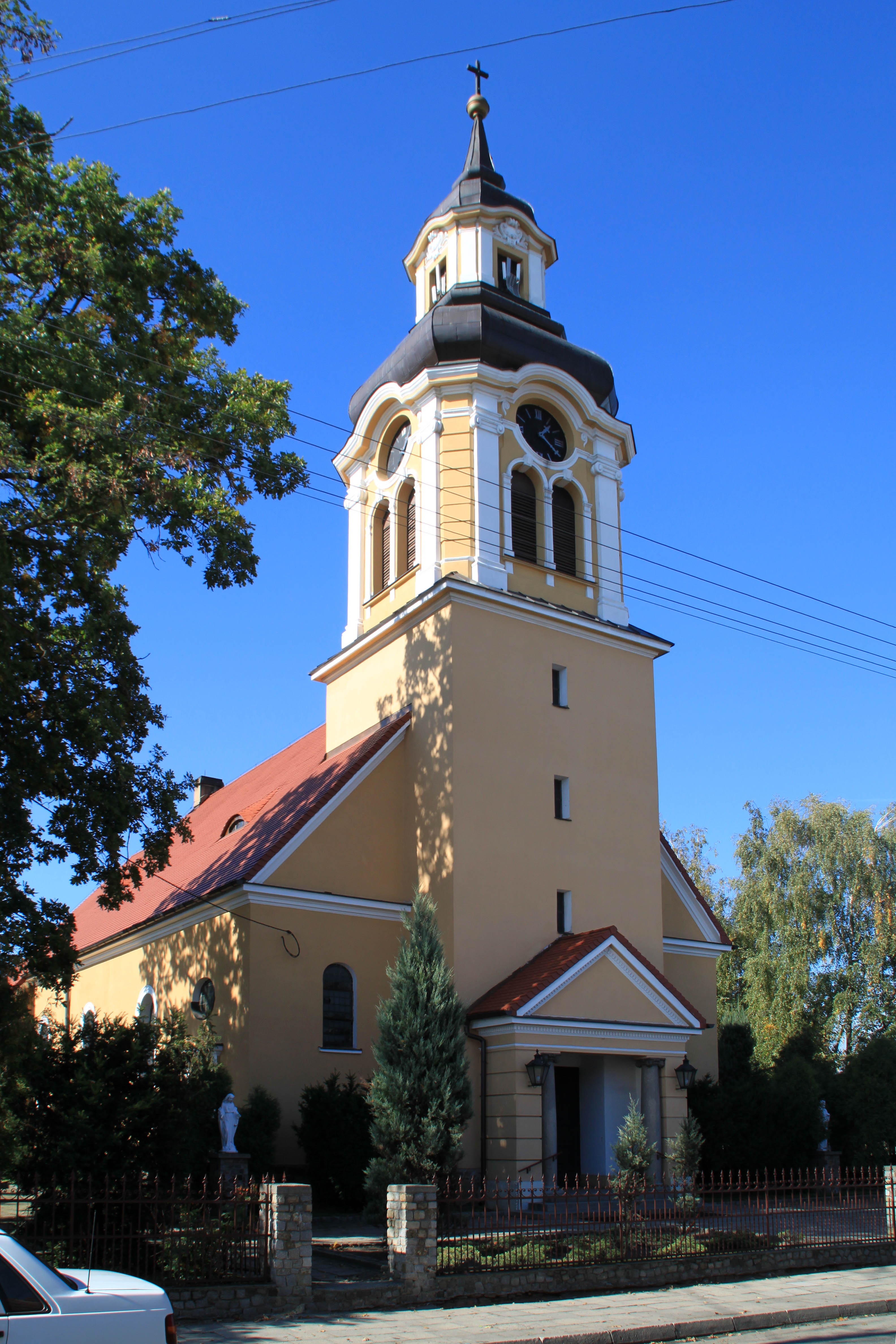
L'église saint Antoine de Padoue.

## Démographie
Données du 31 décembre 2008 :
| Description                  | Total  | Total | Femmes | Femmes | Hommes | Hommes |
| ---------------------------- | ------ | ----- | ------ | ------ | ------ | ------ |
| Unité                        | Nombre | %     | Nombre | %      | Nombre | %      |
| Population                   | 2 724  | 100   | 1 390  | 51,03  | 1 334  | 48,97  |
| Population de 0 à 17 ans     | 619    | 22,72 | 307    | 11,27  | 312    | 11,45  |
| Population de 18 à 65 ans    | 1 810  | 66,45 | 882    | 32,38  | 928    | 34,07  |
| Population de plus de 65 ans | 295    | 10,83 | 201    | 7,38   | 94     | 3,45   |

## Voies de communication
La route voïvodale 436 (pl) (qui relie Śrem à Klęka) passe par la ville.

## Personnalités liées à la ville
- Władysław Niegolewski (de) (1819–1885), homme politique